# Bilal Arzou
Bilal Arzou (Kabul, 28 dicembre 1988) è un calciatore afghano, attaccante del Grane.

## Carriera

### Club
Arzou ha giocato nelle giovanili del Fredrikstad dal 2008 al 2009, per poi essere ceduto all'Asker nel 2009. Nel 2011, ha esordito in 1. divisjon: è stato titolare nella vittoria per 0-1 in casa del Løv-Ham. Il 15 febbraio 2013, è passato in prestito agli indiani dei Churchill Brothers, con i quali ha anche giocato 4 partite in Coppa dell'AFC. Il 7 marzo 2015 è stato ufficialmente ingaggiato dal Moss.

### Nazionale
Arzou conta 22 partite per l'Afghanistan, con 9 reti all'attivo. Il primo gol lo ha siglato  in un match valido per le qualificazioni al mondiale 2014, contro la Palestina. I successivi 6 gol li ha segnati nella SAFF Cup 2011, contro il Buthan (4 gol), l'India (1) e il Nepal (1).

## Palmarès

### Club

#### Competizioni nazionali
- 2. divisjon: 1

Asker: 2010 (gruppo 1)